# Werner Peter
Werner Peter, né le 25 mai 1950 à Sandersdorf (partie de Sandersdorf-Brehna), est un footballeur est-allemand des années 1970 et 1980.

## Biographie
Il fait toute sa carrière avec le Hallescher FC de 1970 à 1984, disputant 255 matchs pour 66 buts. Il est aussi international est-allemand à neuf reprises entre 1978 et 1979, pour un but inscrit contre l'Islande, dans le cadre des éliminatoires de l'Euro 1980. Il dispute aussi les JO 1980 de Moscou, inscrivant un but au premier tour contre la Syrie, et ne jouant que quatre des six matchs (ne joue pas le quart, ni la demi-finale). Il remporte la médaille d'argent.